# Ce que mes yeux ont vu
Pour plus de détails, voir Fiche technique et Distribution.
Ce que mes yeux ont vu est un film français réalisé par Laurent de Bartillat sorti en 2007.

## Synopsis
Lucie (Sylvie Testud) travaille dans un copie-service pour gagner son pain, en parallèle, elle prépare sa thèse en Histoire de l'Art sur Watteau et les femmes, thèse dirigée par Dussart (Jean-Pierre Marielle). Peu à peu, l'étudiante est obsédée par une femme que l'on retrouve sur toutes les peintures du grand maître, de dos. Qui est donc la mystérieuse inconnue?

## Fiche technique
- Réalisateur : Laurent de Bartillat
- Scénario : Laurent de Bartillat et Alain Ross
- Photographie : Jean-Marc Selva
- Musique : David François Moreau
- Son : François Sempé, Sylvain Malbrant et Jean-Guy Véran
- Décors : Sandra Castello
- Montage : Tina Baz-Legal
- SOFICA : Cofinova 3
- Durée : 88 minutes
- Date de sortie :
  - France : 28 novembre 2007

## Distribution
- Sylvie Testud : Lucie
- Jean-Pierre Marielle : Dussart
- James Thierrée : Vincent
- Agathe Dronne : Garance
- Christiane Millet : la mère de Lucie
- Miglen Mirtchev : Ivan
- Chantal Trichet : l'infirmière
- Jean-Gabriel Nordmann : Gasque